# Oberwil (Nürensdorf)
Oberwil är en ort i kommunen Nürensdorf i kantonen Zürich i Schweiz. Den ligger cirka 12,5 kilometer nordost om centrala Zürich och cirka 7,5 kilometer sydväst om Winterthur. Orten har cirka 304 invånare (2021).